# Vanessa caschmirensis
Vanessa caschmirensis är en fjärilsart som beskrevs av Vincenz Kollar 1848. Vanessa caschmirensis ingår i släktet Vanessa och familjen praktfjärilar. Inga underarter finns listade i Catalogue of Life.